# 한국제 한자

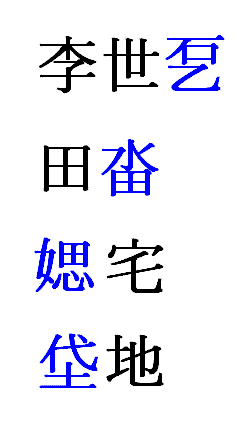
한국제 한자 보기: 이세돌(인명), 전답(논밭), 시댁, 대지

한국제 한자(韓國製漢字), 한국 한자(韓國漢字), 한국 고유 한자(韓國固有漢字), 조선 한자(朝鮮漢字)는 한반도에서 만들어지거나 뜻이 더해진 한자로, 흔히 국자(國字)라 부른다. 현재까지 밝혀진 국자는 200자 가까이 되며, 이것보다 더 많을 수 있다.
한자는 회의나 형성의 방법으로 무한히 글자를 만들 수 있기 때문에, 일본이나 베트남에서도 자국에는 있고 중국에는 없는 개념이나 사물을 나타내려고 중국에서 쓰이지 않는 한자가 많이 만들어졌으며, 중국에서도 특정 지방에서만 쓰이는 방언자라는 것이 있다. 한국제 한자는 형성이나 회의의 방법으로 만들어진 글자도 있지만, 한자의 뜻과 관계없이 고유어의 음절을 적기 위해 만들어진 음역자가 많은 것이 특징이며, 이러한 음역자는 한자이면서 이두의 일부이기도 하다. 유학자, 사대부들은 중국에서 쓰지 않는 국산 한자를 속자라 하여 꺼렸기 때문에 상대적으로 이런 사상적 제약이 덜했던 이두 문서를 다루던 계층에서 만들어진 것이 많다.
한국제 한자를 비롯하여 비중국 한자권에서 만들어진 한자는 우연히 중국에서 이미 만들어진 글자와 같은 꼴인 경우도 있는데, 이 경우는 우연히 겉모습만 닮은 것으로 뜻은 전혀 다르다. 한국제 한자는 그 독음이 고유어 음절을 적거나, 고유어에 바탕하여 만들어진 것이 많기 때문에 한자 꼴을 하고 있다 하더라도 한자어가 아니라, 어원상 고유어로 다루어야 하는 글자들이 많다.

## 제자 원리에 따른 분류

### 상형
| 亇 㐃   | 망치의 모습을 본떠 만들어진 글자이다. 독음은 고유어 망치의 일부를 딴 '마'이며, 본 뜻인 망치 이외에 '마' 음절이 들어가는 고유어 인명, 지명의 표기에도 널리 쓰인 글자이다. |
| 망치 마 | 망치의 모습을 본떠 만들어진 글자이다. 독음은 고유어 망치의 일부를 딴 '마'이며, 본 뜻인 망치 이외에 '마' 음절이 들어가는 고유어 인명, 지명의 표기에도 널리 쓰인 글자이다. |

### 회의
| 畓                      | 밭 전(田)에 물 수(水)를 덧붙여서 논이라는 뜻을 나타냈다. 독음 '답'은 비슷한 꼴의 한자인 沓에서 유추되었을 가능성이 있다. |
| 논 답                   | 밭 전(田)에 물 수(水)를 덧붙여서 논이라는 뜻을 나타냈다. 독음 '답'은 비슷한 꼴의 한자인 沓에서 유추되었을 가능성이 있다. |
| 遤                      | 성씨에 쓰인 글자로, 말(馬)이 달린다(辶=辵)는 뜻을 나타냈고, '휭'이란 독음은 말이 달리면서 내는 소리에서 따와 고유 의성어에서 독음이 생겨난 회의자이다. |
| 말 달리는 소리 휭       | 성씨에 쓰인 글자로, 말(馬)이 달린다(辶=辵)는 뜻을 나타냈고, '휭'이란 독음은 말이 달리면서 내는 소리에서 따와 고유 의성어에서 독음이 생겨난 회의자이다. |
| 闏                      | 문(門)에서부터 불어오는 바람(風)을 나타낸 한자. 독음은 바람이 불어 들어오는 소리에서 따왔다. |
| 문바람 팽               | 문(門)에서부터 불어오는 바람(風)을 나타낸 한자. 독음은 바람이 불어 들어오는 소리에서 따왔다. |
| 䢏                      | 곡식을 말로 되고 난 뒤에 조금 남은 분량을 뜻하는 글자로, 말(斗)로 된 후 넘쳐서 밑(辶=底)에 둘레(邊)에 남은 것을 나타낸다. |
| 마두리· 무지·말밑 두·둘 | 곡식을 말로 되고 난 뒤에 조금 남은 분량을 뜻하는 글자로, 말(斗)로 된 후 넘쳐서 밑(辶=底)에 둘레(邊)에 남은 것을 나타낸다. |
| 迲                      | '자르다'는 의미를 가진 '去'에 ‘둘레’의 의미를 가진 '辶'를 첨가하여 '(자른)나무를 묶은 한 둘레의 양'을 의미하는 한국 고유한자 '迲'을 형성한 것으로 추정된다. |
| 자래 겁                 | '자르다'는 의미를 가진 '去'에 ‘둘레’의 의미를 가진 '辶'를 첨가하여 '(자른)나무를 묶은 한 둘레의 양'을 의미하는 한국 고유한자 '迲'을 형성한 것으로 추정된다. |
| 稤                      | 곡식을 뜻하는 '禾'에 창고를 뜻하는 '京'을 첨가한 글자이다. |
| 곡식 창고 수            | 곡식을 뜻하는 '禾'에 창고를 뜻하는 '京'을 첨가한 글자이다. |
| 閪                      | 《한국한자어사전》에 '잃을 서'로 등재되어있다. 《晝永編 下》의 "일이 많아 바빠서 물건을 잃어버리는 것을 閪失이라 한다."를 근거로 바쁘다는 의미의 회의자로 해석하는 견해가 있다. 즉 門과 西(서울)로 구성된 회의자로 파악한 것이다. ‘서울의 문’은 사람이 많아 복잡하기 때문이다. |
| 잃을·바쁠 서            | 《한국한자어사전》에 '잃을 서'로 등재되어있다. 《晝永編 下》의 "일이 많아 바빠서 물건을 잃어버리는 것을 閪失이라 한다."를 근거로 바쁘다는 의미의 회의자로 해석하는 견해가 있다. 즉 門과 西(서울)로 구성된 회의자로 파악한 것이다. ‘서울의 문’은 사람이 많아 복잡하기 때문이다. |

### 형성
| 欌            | 음을 감출 장(藏)으로 나타내고, 장롱의 재질인 나무의 뜻을 木으로 나타낸 형성자이다. |
| 장롱 장       | 음을 감출 장(藏)으로 나타내고, 장롱의 재질인 나무의 뜻을 木으로 나타낸 형성자이다. |
| 栍            | 음을 날 생(生)으로 나타내고, 장승의 재질인 나무의 뜻을 木으로 나타낸 형성자이다. |
| 찌·장승 생    | 음을 날 생(生)으로 나타내고, 장승의 재질인 나무의 뜻을 木으로 나타낸 형성자이다. |
| 䆆            | 操, 燥, 繰 등에 공통되는 성부 喿로 '조' 음을 나타내고, 벼 화(禾) 변을 붙임으로서 그 의미 범주를 나타낸 형성자이다. |
| 마른 벼·조 조 | 操, 燥, 繰 등에 공통되는 성부 喿로 '조' 음을 나타내고, 벼 화(禾) 변을 붙임으로서 그 의미 범주를 나타낸 형성자이다. |
| 媤            | 음을 생각할 사(思)로 나타내고, 계집 녀(女) 변을 통해서 여자가 결혼해서 가는 남편의 집, 곧 '시집'을 나타냈다. 시집, 시아버지, 시어머니 등의 '시'에 해당하는 글자이며, 독음은 이미 있는 고유어 음절(시)에서 나온 것이다. |
| 시집 시       | 음을 생각할 사(思)로 나타내고, 계집 녀(女) 변을 통해서 여자가 결혼해서 가는 남편의 집, 곧 '시집'을 나타냈다. 시집, 시아버지, 시어머니 등의 '시'에 해당하는 글자이며, 독음은 이미 있는 고유어 음절(시)에서 나온 것이다. |
| 艍            | 음을 살 거(居)로 나타내고, 배 주(舟) 변을 통해서 돛이 없는 배, 곧 '거룻배'를 나타냈다. |
| 거룻배 거     | 음을 살 거(居)로 나타내고, 배 주(舟) 변을 통해서 돛이 없는 배, 곧 '거룻배'를 나타냈다. |
| 榌            | 음을 날 비(飛)로 나타내고, 나무 목(木) 변을 통해서 '사다리'를 나타냈다. ‘飛木’의 ‘飛’에 木符가 추가된 자귓밥을 뜻하는 형성자로 보는 견해도 있다. |
| 사다리 비     | 음을 날 비(飛)로 나타내고, 나무 목(木) 변을 통해서 '사다리'를 나타냈다. ‘飛木’의 ‘飛’에 木符가 추가된 자귓밥을 뜻하는 형성자로 보는 견해도 있다. |
| 代 垈         | '代'는 한자 '대신할 대'이지만 '터'를 뜻하는 이두로 쓰였다. '代'는 중세어 'ᄃᆡ(받침이 되는 시설이나 이용물의 뜻을 나타내는 말)'의 음차로 '家代'는 집을 지을 장소로 이해된다. 여기에 중세어 '터'를 표현하기 위해 '土'를 추가하여 '垈'을 만든 것으로 보인다. |
| 집터 대       | '代'는 한자 '대신할 대'이지만 '터'를 뜻하는 이두로 쓰였다. '代'는 중세어 'ᄃᆡ(받침이 되는 시설이나 이용물의 뜻을 나타내는 말)'의 음차로 '家代'는 집을 지을 장소로 이해된다. 여기에 중세어 '터'를 표현하기 위해 '土'를 추가하여 '垈'을 만든 것으로 보인다. |
| 㳬            | 음과 뜻을 돌 선(旋)으로 나타내고, 물 수(氵) 변을 더해 '도래샘'을 나타냈다. |
| 도래샘 선     | 음과 뜻을 돌 선(旋)으로 나타내고, 물 수(氵) 변을 더해 '도래샘'을 나타냈다. |
| 䭏            | 음을 작을 편(扁)으로 나타내고, 밥 식(飠) 변을 더해 '떡'을 나타냈다. 송편이나 절편의 음역자로 쓰인다. |
| 떡 편         | 음을 작을 편(扁)으로 나타내고, 밥 식(飠) 변을 더해 '떡'을 나타냈다. 송편이나 절편의 음역자로 쓰인다. |
| 椺            | '봏' 또는 '보'를 차자표기 한 '保'에 의부(意符) '木'을 추가하여 구성한 글자이다. |
| 들보 보       | '봏' 또는 '보'를 차자표기 한 '保'에 의부(意符) '木'을 추가하여 구성한 글자이다. |
| 䙍            | 飛褙는 중세어형 '비븨->비비 –'를 음차 표기한 것인데, '褙(속적삼 배)'의 의부(意符) '衣'에 영향을 받아 飛에 의부(意符) '衣'가 첨가되어 '䙍'의 자형이 형성된 것이다. |
| 비빌 비       | 飛褙는 중세어형 '비븨->비비 –'를 음차 표기한 것인데, '褙(속적삼 배)'의 의부(意符) '衣'에 영향을 받아 飛에 의부(意符) '衣'가 첨가되어 '䙍'의 자형이 형성된 것이다. |
| 𦂹            | '縷飛', '縷非', '縷𦂹' 등은 우리말 '누비–' 정도를 음차 표기한 것인데, 縷(실 누)의 의부(意符) '糸'에 영향을 받아 '飛'에 의부(意符) '糸'가 첨가되어 '𦂹'의 자형이 형성된 것이다. |
| 누비 비       | '縷飛', '縷非', '縷𦂹' 등은 우리말 '누비–' 정도를 음차 표기한 것인데, 縷(실 누)의 의부(意符) '糸'에 영향을 받아 '飛'에 의부(意符) '糸'가 첨가되어 '𦂹'의 자형이 형성된 것이다. |
| 襨            | 단위를 나타내는 어휘 '對'가 '衣'에 영향을 받아 '襨'의 자형이 형성된 것으로 생각된다. |
| 임금의 옷 대  | 단위를 나타내는 어휘 '對'가 '衣'에 영향을 받아 '襨'의 자형이 형성된 것으로 생각된다. |
| 𢃺            | 帛(비단 백)이 의미를 표시하고, 及(*급)은 음을 표시하는 형성자이다. |
| 비단 깁       | 帛(비단 백)이 의미를 표시하고, 及(*급)은 음을 표시하는 형성자이다. |
| 栍            | 《삼국유사》『관동풍악발연수석기』의 '栍'와 『진표전간』의 '簡子'가 대응되는데, '簡子'는 '점찰(占察)'에 사용되는 문자가 기록된 패쪽을 말한다. ‘혼인이나 제사 따위의 관혼상제 같은 어떤 의식을 치른다.’는 의미의 '쇠다'를 의미하는 '生'에 '木' 부(符)를 추가한 형성자로 파악하는 견해가 있다. 일본의 고사서에 실린 '栍'의 훈은 'いのる(빌다)'인데 日本大辭典刊行會(소화 56 년)에 따르면 ‘い(神聖, 斎)+のる(宣)’ 정도로 구성된 것으로 ‘신께 기원하다’의 의미라고 한다. |
| 찌·제비 쇠    | 《삼국유사》『관동풍악발연수석기』의 '栍'와 『진표전간』의 '簡子'가 대응되는데, '簡子'는 '점찰(占察)'에 사용되는 문자가 기록된 패쪽을 말한다. ‘혼인이나 제사 따위의 관혼상제 같은 어떤 의식을 치른다.’는 의미의 '쇠다'를 의미하는 '生'에 '木' 부(符)를 추가한 형성자로 파악하는 견해가 있다. 일본의 고사서에 실린 '栍'의 훈은 'いのる(빌다)'인데 日本大辭典刊行會(소화 56 년)에 따르면 ‘い(神聖, 斎)+のる(宣)’ 정도로 구성된 것으로 ‘신께 기원하다’의 의미라고 한다. |
| 縇            | '楦(신발의 모형)'을 기반으로 '木' 偏을 '糸' 偏으로 교체하여 '縇'의 자형을 구성하여 ‘옷이나 방석의 가장자리’의 의미를 나타낸 것으로 생각된다. |
| 단 선         | '楦(신발의 모형)'을 기반으로 '木' 偏을 '糸' 偏으로 교체하여 '縇'의 자형을 구성하여 ‘옷이나 방석의 가장자리’의 의미를 나타낸 것으로 생각된다. |

### 합체자
합체자는 홀로 쓰이는 두 글자를 모아 한 글자로 만든 것이다. 말하자면 쓰는데 간편하도록 줄여 쓴 것이다.
| 巭        | 功夫 두 글자를 위아래로 모아 한 글자로 만든 합체자이다. 공부(功夫)란 품삯일꾼을 말하며, 새김은 제풀이, 독음은 그 일부지만, 실제 읽을 때는 '공부'라고 2음절로 읽었을 것으로 보인다.                                                                     |
| 일꾼 부   | 功夫 두 글자를 위아래로 모아 한 글자로 만든 합체자이다. 공부(功夫)란 품삯일꾼을 말하며, 새김은 제풀이, 독음은 그 일부지만, 실제 읽을 때는 '공부'라고 2음절로 읽었을 것으로 보인다.                                                                     |
| 夻        | 물고기 이름인 대구의 한자 표기 大口를 한 글자로 만든 합체자이다. 독음 '화'의 출전은 미상이나, 위아래가 뒤집힌 글자인 㕦(큰소리칠 화) 자에서 독음이 유추되었을 가능성이 있다.                                                                           |
| 대구 화   | 물고기 이름인 대구의 한자 표기 大口를 한 글자로 만든 합체자이다. 독음 '화'의 출전은 미상이나, 위아래가 뒤집힌 글자인 㕦(큰소리칠 화) 자에서 독음이 유추되었을 가능성이 있다.                                                                           |
| 㭐        | 신라 17관등 가운데 열 번째인 대나마(大奈麻, 大奈末, 韓奈麻)의 합체자이다. 韓=大의 이표기는 大가 신라 당대에는 '한'으로 석독되었음을 나타내며, 한국한자어사전에는 음 미상으로 나와 있으나, 합체자 표기의 특성상 그대로 '한나마'로 읽혔을 가능성이 크다. |
| 한나마 한 | 신라 17관등 가운데 열 번째인 대나마(大奈麻, 大奈末, 韓奈麻)의 합체자이다. 韓=大의 이표기는 大가 신라 당대에는 '한'으로 석독되었음을 나타내며, 한국한자어사전에는 음 미상으로 나와 있으나, 합체자 표기의 특성상 그대로 '한나마'로 읽혔을 가능성이 크다. |
| 㭆        | 신라 17관등 가운데 열 한번째인 나마(乃末)의 합체자이다. 한국한자어사전에는 음 미상으로 나와 있으나, 합체자 표기의 특성상 그대로 '내말·나마'로 읽혔을 가능성이 크다.                                                                                    |
| 내말      | 신라 17관등 가운데 열 한번째인 나마(乃末)의 합체자이다. 한국한자어사전에는 음 미상으로 나와 있으나, 합체자 표기의 특성상 그대로 '내말·나마'로 읽혔을 가능성이 크다.                                                                                    |
| 㚓        | 신라 신료 집단에 대한 칭호인 대등(大等)의 합체자이다. '木'은 '等'의 생획자이다. 한국한자어사전에는 음 미상으로 나와 있으나, 합체자 표기의 특성상 그대로 '대등'으로 읽혔을 가능성이 크다.                                                               |
| 대등      | 신라 신료 집단에 대한 칭호인 대등(大等)의 합체자이다. '木'은 '等'의 생획자이다. 한국한자어사전에는 음 미상으로 나와 있으나, 합체자 표기의 특성상 그대로 '대등'으로 읽혔을 가능성이 크다.                                                               |
| 矣        | 結夫의 夫는 夫字의 위에 圈으로 표시하였다. 夫가 圈에 이어져서 矣가 되었다. 속칭하여 注非(주비) 矣라고 한다. |
| 주비 의   | 結夫의 夫는 夫字의 위에 圈으로 표시하였다. 夫가 圈에 이어져서 矣가 되었다. 속칭하여 注非(주비) 矣라고 한다. |
| 𦬠        | 菩薩의 생획한 자형을 합한 자형이다. 《균여전》(1075)에 ‘𦬠論以爲訂' 등으로 확인된다. |
| 보살      | 菩薩의 생획한 자형을 합한 자형이다. 《균여전》(1075)에 ‘𦬠論以爲訂' 등으로 확인된다. |

## 인명 국자
인명 국자(人名國字) - 한자 가운데는 사람 이름을 적는 데만 쓰이는 인명 한자가 있는데, 글자 자체에 뜻을 담아 개인이 직접 인명 한자를 짓기도 했다. 현대에는 공적인 인명 정보가 컴퓨터로 처리되기 때문에 법으로 인명용 한자의 수를 제한해 놓고 있지만, 손 글씨가 기본이었던 예전에는 개인이 인명용 한자를 짓는 예도 있었다.
| 𱘝 (⿰土灌) | 흥선대원군의 손자인 이관용의 이름에 쓰인 글자이다. |
| 관          | 흥선대원군의 손자인 이관용의 이름에 쓰인 글자이다. |
| 㳓          | 서울대학교 명예교수이자 역사학자인 한우근(韓㳓劤) 교수의 이름에 사용된 한자이다. 右에 물 수(氵) 변을 붙인 것은 한 교수가 평양에서 태어났기 때문에 대동강을 나타내는 뜻으로 할아버지께서 붙여 주신 한자라고 한다. |
| 이름 우     | 서울대학교 명예교수이자 역사학자인 한우근(韓㳓劤) 교수의 이름에 사용된 한자이다. 右에 물 수(氵) 변을 붙인 것은 한 교수가 평양에서 태어났기 때문에 대동강을 나타내는 뜻으로 할아버지께서 붙여 주신 한자라고 한다. |
| 𠃗          | 2001년 1월 4일 대법원에서 인명용 한자로 추가된 한자이다. 현재 이 한자는 한국어문회 한자검정시험 특급 읽기 문제로 출제 범위 중 하나이나, 유니코드 BMP 범위 안에 들어가지 않는다. 경위는 알 수 없으나 한/글에서 신명조 글꼴을 선택할 경우 亐(于의 이체자)이 본래의 형태가 아닌 𠃗(⿱于乙) 모양으로 잘못 출력되기 때문에 많은 사람들이 亐로 생각한다. 제자 방식은 乫이나 乶과 마찬가지로 于(어조사 우)의 한자음에 ㄹ 받침 음가를 추가하기 위해 乙(새 을) 자를 아래에 넣은 것이다. |
| 이름 울     | 2001년 1월 4일 대법원에서 인명용 한자로 추가된 한자이다. 현재 이 한자는 한국어문회 한자검정시험 특급 읽기 문제로 출제 범위 중 하나이나, 유니코드 BMP 범위 안에 들어가지 않는다. 경위는 알 수 없으나 한/글에서 신명조 글꼴을 선택할 경우 亐(于의 이체자)이 본래의 형태가 아닌 𠃗(⿱于乙) 모양으로 잘못 출력되기 때문에 많은 사람들이 亐로 생각한다. 제자 방식은 乫이나 乶과 마찬가지로 于(어조사 우)의 한자음에 ㄹ 받침 음가를 추가하기 위해 乙(새 을) 자를 아래에 넣은 것이다. |

## 지명 국자
지명 국자(地名國字) - 한국 내에서만 쓰이는 지명용 한자이다.
| 唟           | 충청북도 청주시 상당구 것대로의 이름에 쓰인 지명용 한자이다. |
| 땅이름 것    | 충청북도 청주시 상당구 것대로의 이름에 쓰인 지명용 한자이다. |
| 乫           | 경상남도 거제시 남부면 갈곶리의 이름에 쓰인 지명용 한자이다. |
| 땅이름 갈    | 경상남도 거제시 남부면 갈곶리의 이름에 쓰인 지명용 한자이다. |
| 乶           | 인천광역시 강화군 서도면 볼음도의 이름에 쓰인 지명용 한자이다. |
| 땅이름 볼/폴 | 인천광역시 강화군 서도면 볼음도의 이름에 쓰인 지명용 한자이다. |
| 乷           | 충청북도 충주시 살미면의 이름에 쓰인 지명용 한자이다. |
| 충주시 살    | 충청북도 충주시 살미면의 이름에 쓰인 지명용 한자이다. |
| ⿺九未       | 함경남도 문천군 명구면 송전반도 등지에서 "구미"로 끝나는 지명에 쓰였던 한자이다. |
| 구미         | 함경남도 문천군 명구면 송전반도 등지에서 "구미"로 끝나는 지명에 쓰였던 한자이다. |
| 䢘           | 고구려의 수성군(䢘城郡)의 이름에 쓰인 지명용 한자이다. 고려사에는 가라(加羅)라는 고유어로 기록되어 있다. '守(울타리)+辶(邊,가장자리)'의 의미를 가진 회의자(會意字)라는 견해가 있다. |
| 땅이름 수    | 고구려의 수성군(䢘城郡)의 이름에 쓰인 지명용 한자이다. 고려사에는 가라(加羅)라는 고유어로 기록되어 있다. '守(울타리)+辶(邊,가장자리)'의 의미를 가진 회의자(會意字)라는 견해가 있다. |
| 串           | 한자에 있는 글자로 '穿(뚫을 쟁)', '習(익힐 습)'의 뜻을 가지고 있으나 우리나라에서는 고대부터 '곶'을 의미하는 지명어로 사용되었다. 어을매곶(於乙買串), 판마곶(板麻串), 두곶성(豆串城), 묘곶강변(猫串江邊), 성곶(城串), 인월곶(引月串), 퇴곶부곡(退串部曲) 등의 지명이 기록되어있다.                                       |
| 곶 곶        | 한자에 있는 글자로 '穿(뚫을 쟁)', '習(익힐 습)'의 뜻을 가지고 있으나 우리나라에서는 고대부터 '곶'을 의미하는 지명어로 사용되었다. 어을매곶(於乙買串), 판마곶(板麻串), 두곶성(豆串城), 묘곶강변(猫串江邊), 성곶(城串), 인월곶(引月串), 퇴곶부곡(退串部曲) 등의 지명이 기록되어있다.                                       |
| 遷           | 한자에 있는 글자로 '옮길-'의 뜻을 가지고 있으나 우리나라에서는 고대부터 '벼랑·물 언덕 돌길'을 의미하는 지명어로 사용되었다. 굴천(屈遷), 옹천(甕遷), 연천(淵遷), 반석천(磻石遷), 곶갑천(串甲遷), 다평천구자(多平遷口子), 이천(梨遷), 구장천(仇莊遷), 숙랑천(宿狼遷), 곶지조지천(串知鳥智遷)                               |
| 벼랑 천      | 한자에 있는 글자로 '옮길-'의 뜻을 가지고 있으나 우리나라에서는 고대부터 '벼랑·물 언덕 돌길'을 의미하는 지명어로 사용되었다. 굴천(屈遷), 옹천(甕遷), 연천(淵遷), 반석천(磻石遷), 곶갑천(串甲遷), 다평천구자(多平遷口子), 이천(梨遷), 구장천(仇莊遷), 숙랑천(宿狼遷), 곶지조지천(串知鳥智遷)                               |
| 洑           | 한자에 있는 글자로 '스며흐를 복'이나 우리나라에서는 고대부터 '둑을 쌓아 흐르는 냇물을 막고 그 물을 담아두는 곳'을 의미하는 지명어로 사용되었다.‘들보’의 ‘보’를 의미하는 한자 '栿'에서 '木' 偏을 '氵' 偏으로 교체하여 형성된 자형으로 파악한다. '洑堤'이 상하였다고 하므로 소내사(所內使)에게 살펴보게 하였다.            |
| 보 보        | 한자에 있는 글자로 '스며흐를 복'이나 우리나라에서는 고대부터 '둑을 쌓아 흐르는 냇물을 막고 그 물을 담아두는 곳'을 의미하는 지명어로 사용되었다.‘들보’의 ‘보’를 의미하는 한자 '栿'에서 '木' 偏을 '氵' 偏으로 교체하여 형성된 자형으로 파악한다. '洑堤'이 상하였다고 하므로 소내사(所內使)에게 살펴보게 하였다.            |
| 湺           | ‘강물을 가로막는 둑’을 의미하는 '보'의 음차 '保'에 '氵'를 추가하여 '湺'의 자형을 형성한 것이다. 전라도 영암군 금마면 중보평(中湺坪), 전라도 영광군 도내면 대삼보평(大三湺坪) 등이 확인된다. |
| 보 보        | ‘강물을 가로막는 둑’을 의미하는 '보'의 음차 '保'에 '氵'를 추가하여 '湺'의 자형을 형성한 것이다. 전라도 영암군 금마면 중보평(中湺坪), 전라도 영광군 도내면 대삼보평(大三湺坪) 등이 확인된다. |
| 員           | 한자에 있는 글자로 '인원 원'이나 우리나라에서는 '동 또는 리 아래의 田地를 지칭하는 명칭'을 의미하는 지명어로 사용되었다. 산촌에 인접한 지역에서 주로 '員'이 사용되었고 그렇지 않은 지역에서는 '坪'이 사용된 것으로 보인다. 경상남도 마산군 대산면 釜山員·부산도리, 泥生員·이ᄉᆡᆼ도리, 白楊浦·ᄇᆡᆨ양도리, 虵浦·ᄇᆡ암도리.      |
| 도리 원      | 한자에 있는 글자로 '인원 원'이나 우리나라에서는 '동 또는 리 아래의 田地를 지칭하는 명칭'을 의미하는 지명어로 사용되었다. 산촌에 인접한 지역에서 주로 '員'이 사용되었고 그렇지 않은 지역에서는 '坪'이 사용된 것으로 보인다. 경상남도 마산군 대산면 釜山員·부산도리, 泥生員·이ᄉᆡᆼ도리, 白楊浦·ᄇᆡᆨ양도리, 虵浦·ᄇᆡ암도리.      |
| 筒           | 한자에 있는 글자로 '큰통 통'이나 우리나라에서는 '저수지·둑'을 의미하는 지명어로 사용되었다. 《조선왕조실록》에서 价地筒(중종조), 大機筒(숙종조), 大也筒(영조조), 德池筒(숙종조), 樓盈筒(숙종조) ,蘇湖筒(숙종조),爲閑筒(중종조), 赤筒(헌종조, 숙종조), 諸非筒(중종조), 帝巖筒(숙종조), 靑山筒(중종조) 등 정도가 발견된다. |
| 저수지 통    | 한자에 있는 글자로 '큰통 통'이나 우리나라에서는 '저수지·둑'을 의미하는 지명어로 사용되었다. 《조선왕조실록》에서 价地筒(중종조), 大機筒(숙종조), 大也筒(영조조), 德池筒(숙종조), 樓盈筒(숙종조) ,蘇湖筒(숙종조),爲閑筒(중종조), 赤筒(헌종조, 숙종조), 諸非筒(중종조), 帝巖筒(숙종조), 靑山筒(중종조) 등 정도가 발견된다. |
| 垌           | 한자에 있는 글자로 '항아리 동'이나 우리나라에서는 '저수지·둑'을 의미하는 지명어로 사용되었다. 《조선왕조실록》에서 如意垌(정조조), 迎華垌(정조조)가 발견된다. 《조선지지자료》(1911)에서 경기도 고양부 구지도면 화정리 제언(堤堰)으로 花水垌(ᄭᅩᆺ물동)이 등재되어 있다. 築垌은 "물을 막기 위해 크게 둑을 쌓음"이다.        |
| 저수지 동    | 한자에 있는 글자로 '항아리 동'이나 우리나라에서는 '저수지·둑'을 의미하는 지명어로 사용되었다. 《조선왕조실록》에서 如意垌(정조조), 迎華垌(정조조)가 발견된다. 《조선지지자료》(1911)에서 경기도 고양부 구지도면 화정리 제언(堤堰)으로 花水垌(ᄭᅩᆺ물동)이 등재되어 있다. 築垌은 "물을 막기 위해 크게 둑을 쌓음"이다.        |
| 德 㯖        | 우리 지명 표기에서 '언덕'의 뜻으로 사용된다. 동북 방언에서 '높은 언덕'을 의미하는 '덕'의 음차표기이다. 황수덕(黃水㯖), 은룡덕(隱龍㯖), 막모덕(幕牟㯖), 삼강덕(三江㯖), 황수덕(黃水㯖), 황수덕령(黃水㯖嶺) |
| 더기 덕      | 우리 지명 표기에서 '언덕'의 뜻으로 사용된다. 동북 방언에서 '높은 언덕'을 의미하는 '덕'의 음차표기이다. 황수덕(黃水㯖), 은룡덕(隱龍㯖), 막모덕(幕牟㯖), 삼강덕(三江㯖), 황수덕(黃水㯖), 황수덕령(黃水㯖嶺) |
| 浌 筏        | 한자에는 없는 자형으로 우리말 '갯벌'을 뜻하는 한자이다. '펄'을 뜻하는 음차 표기 '伐'에 '물기가 있는 벌판’의 의미를 표시하기 위하여 '氵'를 첨가한 형성자이다. 《승정원일기》에서 니벌성평(泥浌成坪), 해벌어장(海浌漁場), 포벌처(浦浌處) 등이 보인다. 《경종실록》, 《일성록》에서 해벌(海筏)이 보인다.                    |
| 벌 벌        | 한자에는 없는 자형으로 우리말 '갯벌'을 뜻하는 한자이다. '펄'을 뜻하는 음차 표기 '伐'에 '물기가 있는 벌판’의 의미를 표시하기 위하여 '氵'를 첨가한 형성자이다. 《승정원일기》에서 니벌성평(泥浌成坪), 해벌어장(海浌漁場), 포벌처(浦浌處) 등이 보인다. 《경종실록》, 《일성록》에서 해벌(海筏)이 보인다.                    |
| 逇           | 한자에 있는 글자로 '거역할 돈'이나 우리나라에서는 '구덩이'를 의미하는 지명어로 사용되었다. 逇谷·굿밧티, 迆內/クタン(구당)マル(말), 逇內谷, 逇內洞 등이 있다. |
| 구덩이 굳    | 한자에 있는 글자로 '거역할 돈'이나 우리나라에서는 '구덩이'를 의미하는 지명어로 사용되었다. 逇谷·굿밧티, 迆內/クタン(구당)マル(말), 逇內谷, 逇內洞 등이 있다. |
| 硳           | 경기도 장단군 적성면 관련 지명 표기로 '七重縣, 重城縣, 積城縣, 硳城'이 확인되고, 전라북도 순창군 적성면 관련 지명 표기로 ‘礫坪縣, 磧城縣, 硳城, 赤城'이 확인되는 것으로 보아 '硳'은 돌을 쌓은 지명을 나타내는 형성자로 추정된다.                                                                                         |
| 땅이름 적    | 경기도 장단군 적성면 관련 지명 표기로 '七重縣, 重城縣, 積城縣, 硳城'이 확인되고, 전라북도 순창군 적성면 관련 지명 표기로 ‘礫坪縣, 磧城縣, 硳城, 赤城'이 확인되는 것으로 보아 '硳'은 돌을 쌓은 지명을 나타내는 형성자로 추정된다.                                                                                         |

## 한국 정자
한국 정자(韓國正字) - 몇몇 한자는 한국 내에서는 정자로 쓰이지만, 다른 나라에서는 속자로 다뤄져서 일반적으로 쓰이지 않는 것이 있다.
| 한국 정자  | 정자 |
| 裵         | 裴   |
| ---------- | ---- |
| 성 이름 배 |      |
| 曺         | 曹   |
| 성 이름 조 |      |

## 한국 약자
한국 약자(韓國略字) - 정자체 이외의 약자 가운데 한국 문헌에서만 보이는 특수 자형이 있는데, 한자의 표준화 과정에서 비표준 문자로 다뤄져 제외되어 자전에 수록되어 있지 않거나 유니코드에는 없는 경우가 많다. 또 문헌 발굴에 따라서는 중국, 일본에도 같은 꼴의 글자가 있을 가능성을 배제할 수 없다.
| 한국 약자 | 정자 |
| 𭙛()      | 廣   |
| --------- | ---- |
| 넓을 광   |      |
| 𩢋        | 驛   |
| 역참 역   |      |
|           | 無   |
| 없을 무   |      |

## 동형이자
동형이자(同形異字) - 한국제 한자가 중국이나 다른 나라에서 쓰이는 한자와 글자꼴은 같되, 뜻이 다른 경우가 있다.
| 篒                | 한자음은 식, 새김이 대밥통인데, 중국에 있는 같은 꼴의 한자는 yì로 읽고,饐(밥이 쉬다)와 같은 뜻이어서 전혀 다르다. |
| 대밥통 식         | 한자음은 식, 새김이 대밥통인데, 중국에 있는 같은 꼴의 한자는 yì로 읽고,饐(밥이 쉬다)와 같은 뜻이어서 전혀 다르다. |
| 筽                | 한자음은 오, 새김은 고리, 버들고리(버들가지를 짜서 만든 상자)인데, 중국에서는 음은 o, 뜻은 미상으로 다루어져 있다. 전북 군산에 오식도(筽篒島)라는 지명의 한자 표기에 쓰이고 있다. |
| 고리·버들고리 오  | 한자음은 오, 새김은 고리, 버들고리(버들가지를 짜서 만든 상자)인데, 중국에서는 음은 o, 뜻은 미상으로 다루어져 있다. 전북 군산에 오식도(筽篒島)라는 지명의 한자 표기에 쓰이고 있다. |
| 鐥                | 물을 담는 큰 그릇인 대야의 뜻으로 쓰인 한국제 한자이며, 지명에도 용례가 있다. 중국에서는 원소 이름인 사마륨(Sm)에 해당하는 한자로 근대에 만들어져 동형이자가 되었는데, 현재 사마륨의 뜻으로는 钐/釤만 쓰고 이 글자는 쓰이지 않는다. 이 두 가지 뜻은 서로 전혀 관계없이 만들어진 것이나, 현행 자전에는 이러한 설명 없이 鐥이라는 글자에 이러한 뜻을 함께 실어 한 글자의 다른 뜻으로 다루는 경우도 있다. |
| 복자·대야 선      | 물을 담는 큰 그릇인 대야의 뜻으로 쓰인 한국제 한자이며, 지명에도 용례가 있다. 중국에서는 원소 이름인 사마륨(Sm)에 해당하는 한자로 근대에 만들어져 동형이자가 되었는데, 현재 사마륨의 뜻으로는 钐/釤만 쓰고 이 글자는 쓰이지 않는다. 이 두 가지 뜻은 서로 전혀 관계없이 만들어진 것이나, 현행 자전에는 이러한 설명 없이 鐥이라는 글자에 이러한 뜻을 함께 실어 한 글자의 다른 뜻으로 다루는 경우도 있다. |
| 岾                | 삼국유사, 신승동국여지승람, 대동여지도 등에 쓰인 글자로 고개(재)의 뜻으로 쓰인 고유 한자이다. 독음은 '점'이지만, 고유어 '재'가 그대로 한자음화하여 '재'로 읽히기도 하였다. 일본제 한자 가운데 岾라는 같은 꼴의 글자가 있으며, 뜻은 やま(산)로 읽으므로, 뜻 차이가 있는 동형이자 관계에 있다. |
| 고개 재 절이름 점 | 삼국유사, 신승동국여지승람, 대동여지도 등에 쓰인 글자로 고개(재)의 뜻으로 쓰인 고유 한자이다. 독음은 '점'이지만, 고유어 '재'가 그대로 한자음화하여 '재'로 읽히기도 하였다. 일본제 한자 가운데 岾라는 같은 꼴의 글자가 있으며, 뜻은 やま(산)로 읽으므로, 뜻 차이가 있는 동형이자 관계에 있다. |
| 堗                | 구들(온돌)의 뜻으로 쓰인 형성자로서 일찍부터 쓰인 용례가 있다. 같은 꼴의 한자가 중국에서는 하카어에서만 쓰이는 방언자로서 발음은 tut7이다. |
| 구들·굴뚝·온돌 돌 | 구들(온돌)의 뜻으로 쓰인 형성자로서 일찍부터 쓰인 용례가 있다. 같은 꼴의 한자가 중국에서는 하카어에서만 쓰이는 방언자로서 발음은 tut7이다. |
| 敀                | 균여전 출전의 한국 속자로서 歸와 같은 뜻으로 쓰였는데, 歸의 이체자인 皈와 모양이 비슷하여 속자로 쓰였다. 한자권 공통으로는 '핍박하다'라는 뜻의 迫과 동자로 다루어진다. 사전에 따라서 동형이자 관계를 설명하지 않고, 敀 한 글자에 '핍박할 박'과 '돌아갈 귀'의 복수 훈음으로 처리한 경우가 많다. |
| 돌아갈 귀         | 균여전 출전의 한국 속자로서 歸와 같은 뜻으로 쓰였는데, 歸의 이체자인 皈와 모양이 비슷하여 속자로 쓰였다. 한자권 공통으로는 '핍박하다'라는 뜻의 迫과 동자로 다루어진다. 사전에 따라서 동형이자 관계를 설명하지 않고, 敀 한 글자에 '핍박할 박'과 '돌아갈 귀'의 복수 훈음으로 처리한 경우가 많다. |

## 국자 목록
유니코드에 없는 한자의 경우 파자하여 나타내었다. 한국에서만 쓰는 고유한 음도 표시하였다. 일부 글자나 음역자 및 구결자는 제외하였다.
- 䪪(가), 迲(겁), 㤼(겁), 㥘(겁), 㐿(격), 侤(고), 𧀎(고), 蓇(골), 串(곶), 㹰(광), 櫷(귀), 怾(기), 厼(금)
- 娚(남), 㭆(내)
- 𩟐(달), 畓(답), 垈(대), 襨(대), 獤(돈), 堗(돌), 䢏(두), ⿱朩叱(듯)
- 囕(람), 樑(량), 㚓(래), 㳣(로)
- 䲈(마), 㭐(말), 䰶(망), 䱩(망), 旀(며), 椧(명), 㒱(몽), 唜(말)
- 㮽(반), 环(배), 𥵔(배), 苩(백), 浌(벌), 䃼(복), 㶱(본), 巭(부), 𦂹(비), 榌(비)
- 橵(산), 乷(살), 虄(살), 栍(생), 閪(서), 㵛(선), 鐥(선), 縇(선), 䥹(설), 螦(소), 㸴(소), 稤(숙), 䢘(수), 㴍(승), 媤(시), 篒(식), 伩(신)
- 厑(앳), 吔(야), 㳓(우), 䋅(우)
- 啫(자), 橴(자), 欌(장), 硳(적), 猠(전), 䰳(정), 䆆(조)
- 橻(추)
- 伲(탁), 太(태), 㭦(택), 㯑(탱)
- 闏(팽), 䭏(편)
- 夻(화), 㢿(후), 𣖔(후), 遤(휭)
- 𢝿(음 미상)

## 음역자
해당 한글의 발음 또는 뜻을 가진 한자에 한글이나 한자로 받침을 쓰는 방식으로 표기를 한다. 대표적인 예가 돌(乭: 石+乙), 볼(乶: 甫+乙), 살(乷: 沙+乙) 등과 같은 글자들이다. 물론 예외도 있다. 이두에서 쓰는 표기로, 뿐(兺: 分+叱, 哛은 다른 글자임)이다. 음역자의 상당수는 이두에 사용된다.

### 음역자의 구성 원리
- 발음이 초성으로 올 때는 ㄸ·ㅃ·ㅆ 모두 叱로 대치해서 쓴다.
- 발음이 종성으로 올 때는 ㄱ은 ㄱ, ㄴ은 ㄴ, ㄹ은 乙이나 己(원래는 ㄹ으로 대치해야 하지만, 己가 ㄹ을 닮았으므로 대치해서 씀), ㅁ은 口(원래는 ㅁ으로 대치해야 하지만, 口가 ㅁ을 닮았으므로 대치해서 씀)이나 ㅁ, ㅂ은 邑이나 巴, ㅇ은 ㅇ으로, ㄷ으로 발음되는 ㅅ과 ㅈ은 叱로 대치해서 쓴다.
- 뜻 자체를 음으로 나타낼 때는 그 음에 해당하는 문자를 붙여서 쓴다. 예를 들어, 乭(돌)은 돌을 의미하는 石에 ㄹ 받침을 나타내는 乙을 합쳐서 만든 것이며, 㐘(쌀) 역시 쌀을 의미하는 米에 ㄹ 받침을 나타내는 乙을 합쳐서 만든 것이다.

## 한의
한의(韓義) - 한자는 이미 있는 글자이지만, 그 새김(뜻풀이)은 한국에서만 쓰이는 것을 뜻한다.
| 頉                      | 頉이란 글자는 옛날에는 頤(턱 이)와 같은 뜻이었으며, 현재 '기를 이'라는 새김 외에, 탈(배탈, 변고 등의 탈)이라는 새김이 있는데, 이것은 중국과 일본에는 전혀 없는 한국 고유의 용법이다. 아울러, 새김과 독음이 같아 고유어 '탈'이 그대로 새김이자 독음으로 쓰인 것이다. |
| 기를 이 탈 탈           | 頉이란 글자는 옛날에는 頤(턱 이)와 같은 뜻이었으며, 현재 '기를 이'라는 새김 외에, 탈(배탈, 변고 등의 탈)이라는 새김이 있는데, 이것은 중국과 일본에는 전혀 없는 한국 고유의 용법이다. 아울러, 새김과 독음이 같아 고유어 '탈'이 그대로 새김이자 독음으로 쓰인 것이다. |
| 串                      | 串의 한국 한자음은 '관'인데, '곶'(육지의 툭 튀어나온 부분)의 뜻으로 쓰는 것은 한국에만 있는 용법이다. 마찬가지로 고유어 '곶'이 그대로 새김=독음으로 쓰였다. |
| 꿸 관 곶 곶             | 串의 한국 한자음은 '관'인데, '곶'(육지의 툭 튀어나온 부분)의 뜻으로 쓰는 것은 한국에만 있는 용법이다. 마찬가지로 고유어 '곶'이 그대로 새김=독음으로 쓰였다. |
| 鴌                      | 한자 鴌은 봉황(鳳凰)의 봉의 이체자로, 한자음은 '봉'이고, 성씨로 쓰이는 경우에는 새김이 꿩이 된다. 독음 '궉'은 꿩이 조금 변음된 발음으로 보인다. |
| 봉새 봉 꿩 궉           | 한자 鴌은 봉황(鳳凰)의 봉의 이체자로, 한자음은 '봉'이고, 성씨로 쓰이는 경우에는 새김이 꿩이 된다. 독음 '궉'은 꿩이 조금 변음된 발음으로 보인다. |
| 太                      | 작물인 콩을 한자로 쓸 때 太 자를 썼다. 콩깍지는 이두로 太殼之로 적기도 하였다. 콩 외에 '솜'을 太로 적기도 하였으나 이는 희소 용법이다. |
| 클 태 콩 두 솜 두       | 작물인 콩을 한자로 쓸 때 太 자를 썼다. 콩깍지는 이두로 太殼之로 적기도 하였다. 콩 외에 '솜'을 太로 적기도 하였으나 이는 희소 용법이다. |
| 契                      | 한국 특유의 공동체 조직인 '계'를 적었는데, 契란 한자는 원래 자체에 '맺다', '약속하다'란 뜻이 있으므로, '계'라는 독음은 고유어가 아닌 한자음에서 나왔고, 여기에 특수한 의미가 덧붙여진 것으로 보인다.                                                                |
| 맺을 계 글 글           | 한국 특유의 공동체 조직인 '계'를 적었는데, 契란 한자는 원래 자체에 '맺다', '약속하다'란 뜻이 있으므로, '계'라는 독음은 고유어가 아닌 한자음에서 나왔고, 여기에 특수한 의미가 덧붙여진 것으로 보인다.                                                                |
| 斜                      | 새김인 비끼다와 발음이 비슷한 '베끼다'의 뜻으로 새김을 빌려 본의와 관계없이 베끼다(寫)의 뜻으로 썼다. |
| 비낄 사 베낄 사         | 새김인 비끼다와 발음이 비슷한 '베끼다'의 뜻으로 새김을 빌려 본의와 관계없이 베끼다(寫)의 뜻으로 썼다. |
| 印                      | 원래 글자는 '도장 인'으로 쓰이는데, 일부 옥편에서 특수한 경우의 한의로 쓰이는 경우가 있다. |
| 도장 인 끝 끝           | 원래 글자는 '도장 인'으로 쓰이는데, 일부 옥편에서 특수한 경우의 한의로 쓰이는 경우가 있다. |
| 加                      | 사출도와 같이 부여나 고구려 때 높은 벼슬아치의 호칭에 썼다. |
| 더할 가 벼슬아치 가     | 사출도와 같이 부여나 고구려 때 높은 벼슬아치의 호칭에 썼다. |
| 娚                      | 재잘거리는 소리를 나타내는 의성어인 喃, 諵 자와 동자. 한국에서는 처남(妻男=妻娚), 질남(姪男=姪娚) 등과 같이 '오라비'의 뜻으로 쓰이기도 한다. |
| 수다스러울 남 오라비 남 | 재잘거리는 소리를 나타내는 의성어인 喃, 諵 자와 동자. 한국에서는 처남(妻男=妻娚), 질남(姪男=姪娚) 등과 같이 '오라비'의 뜻으로 쓰이기도 한다. |
| 伩                      | 본래 믿을 신(信)의 약자이나, 한국에서는 선비 유(儒)의 약자로 쓰인다. |
| 믿을 신 선비 유         | 본래 믿을 신(信)의 약자이나, 한국에서는 선비 유(儒)의 약자로 쓰인다. |

## 같이 보기
- 한국제 한자어
- 국자의 음역자와 구결자
- 국자의 음역자
- 이두
- 향찰
- 구결
- 한국어의 한자
- 일본제 한자
- 방언자
- 쯔놈
- 방괴장자
- 측천 문자

## 참고 문헌
- 한국한자어사전
- 金鍾塤(김종훈), 韓國固有漢字硏究(1992), 집문당
- 東洋三國의 略體字 比較硏究(1992), 국립국어연구원